# Sensoji

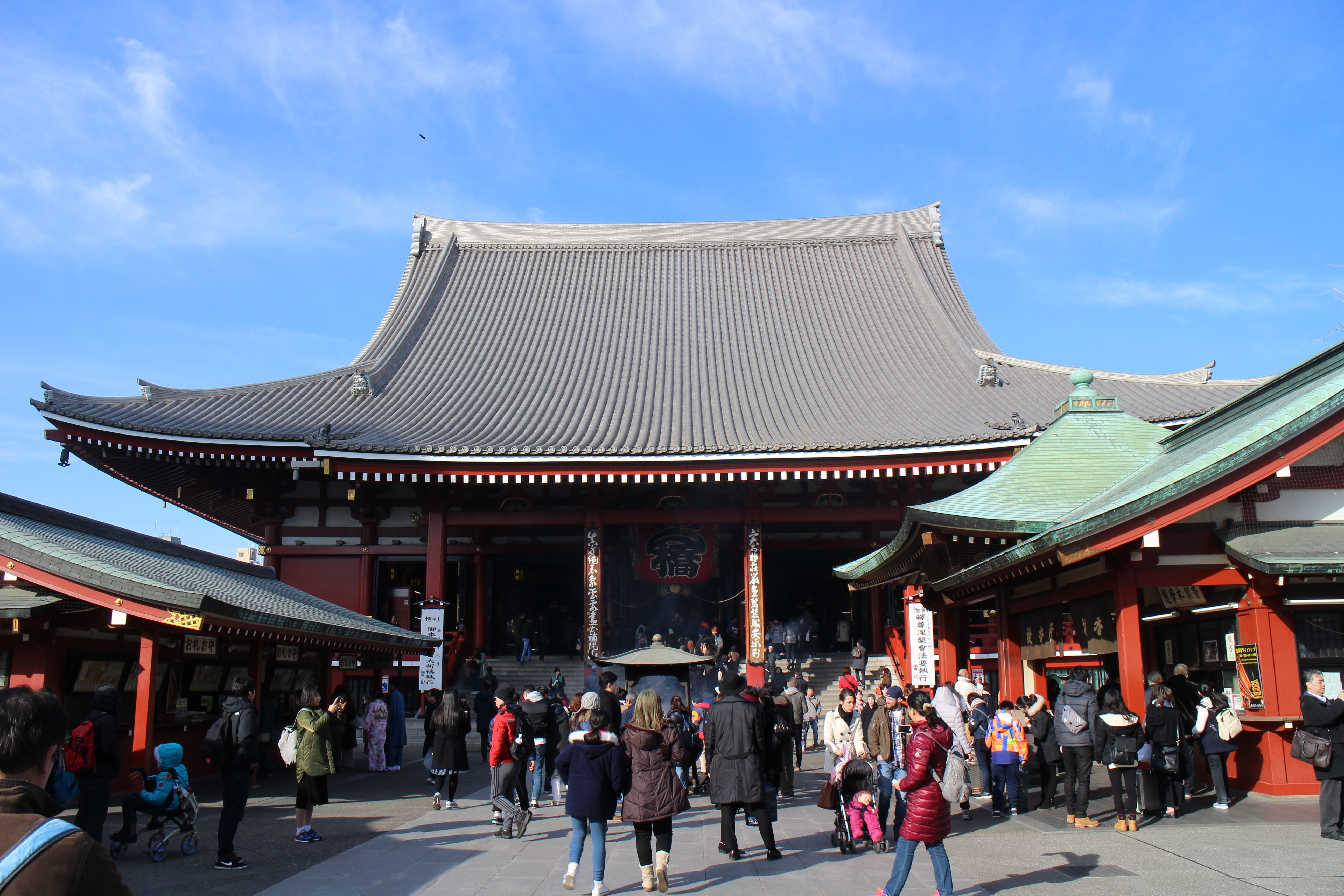
Huvudhallen

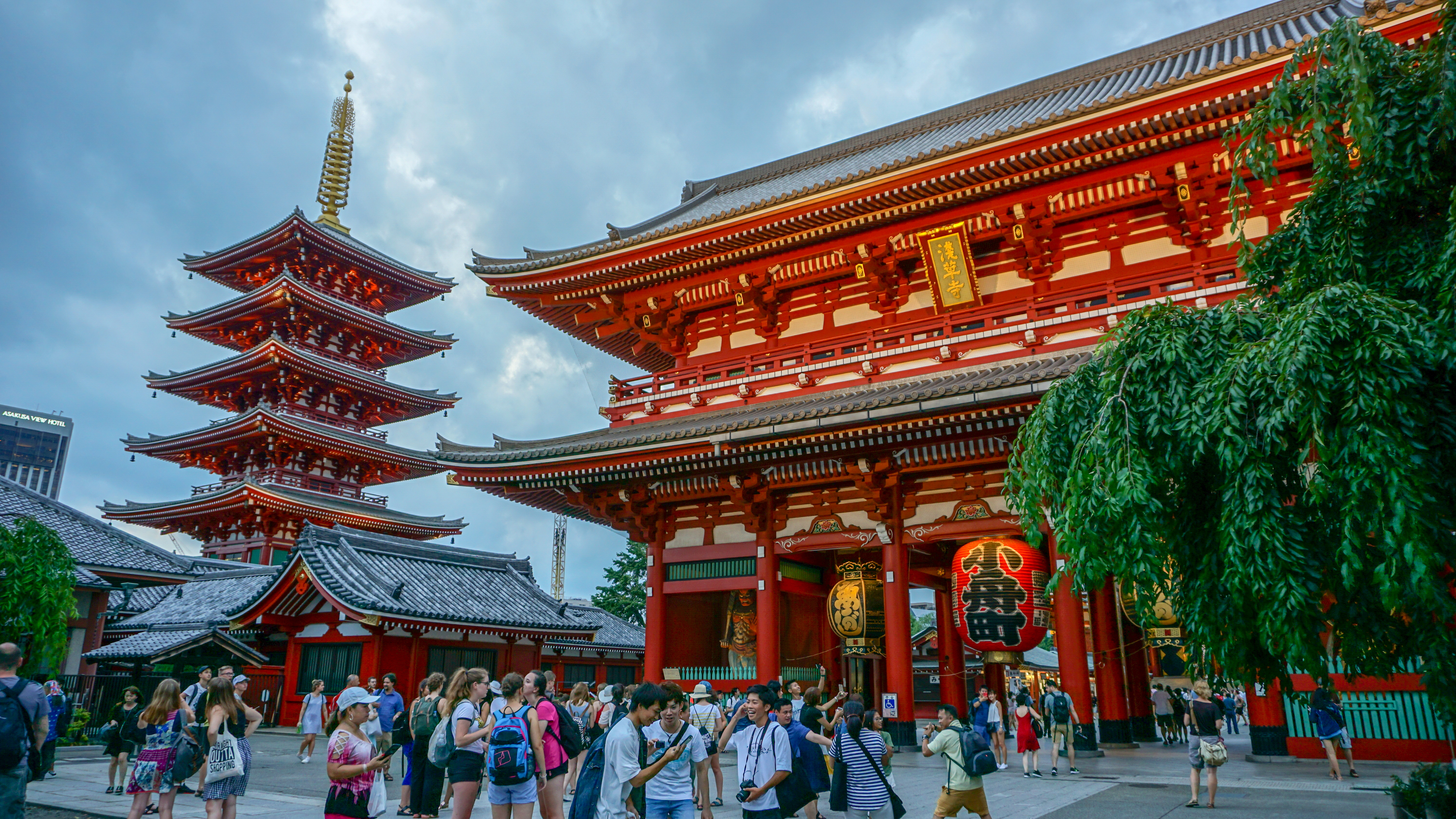

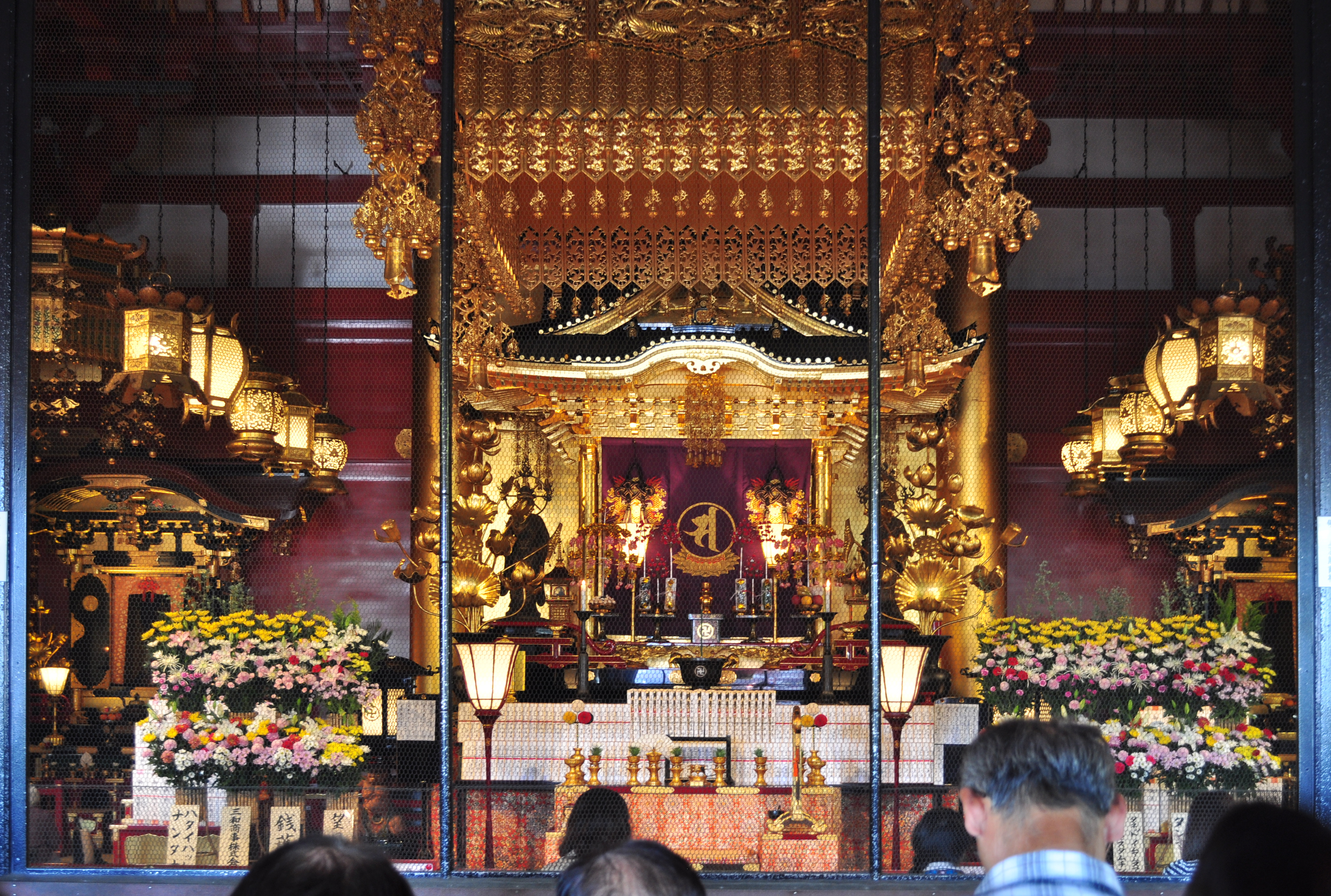

Sensoji-templet (japanska: 浅草寺?, Sensō-ji) är Tokyos äldsta och mest kända. Det ligger i Asakusa i Taito kommun och är ett välbesökt turistmål. Templet är buddhistiskt och tillägnat Kannon, men ligger som många japanska tempel vägg i vägg med en shintoistisk helgedom, Asakusa jinja.
Templet byggdes någon gång på 600-talet, med det exakta årtalet är oklart.
Kända landmärken vid templet är "Åskporten", Kaminarimon och en fem våningar hög pagod.

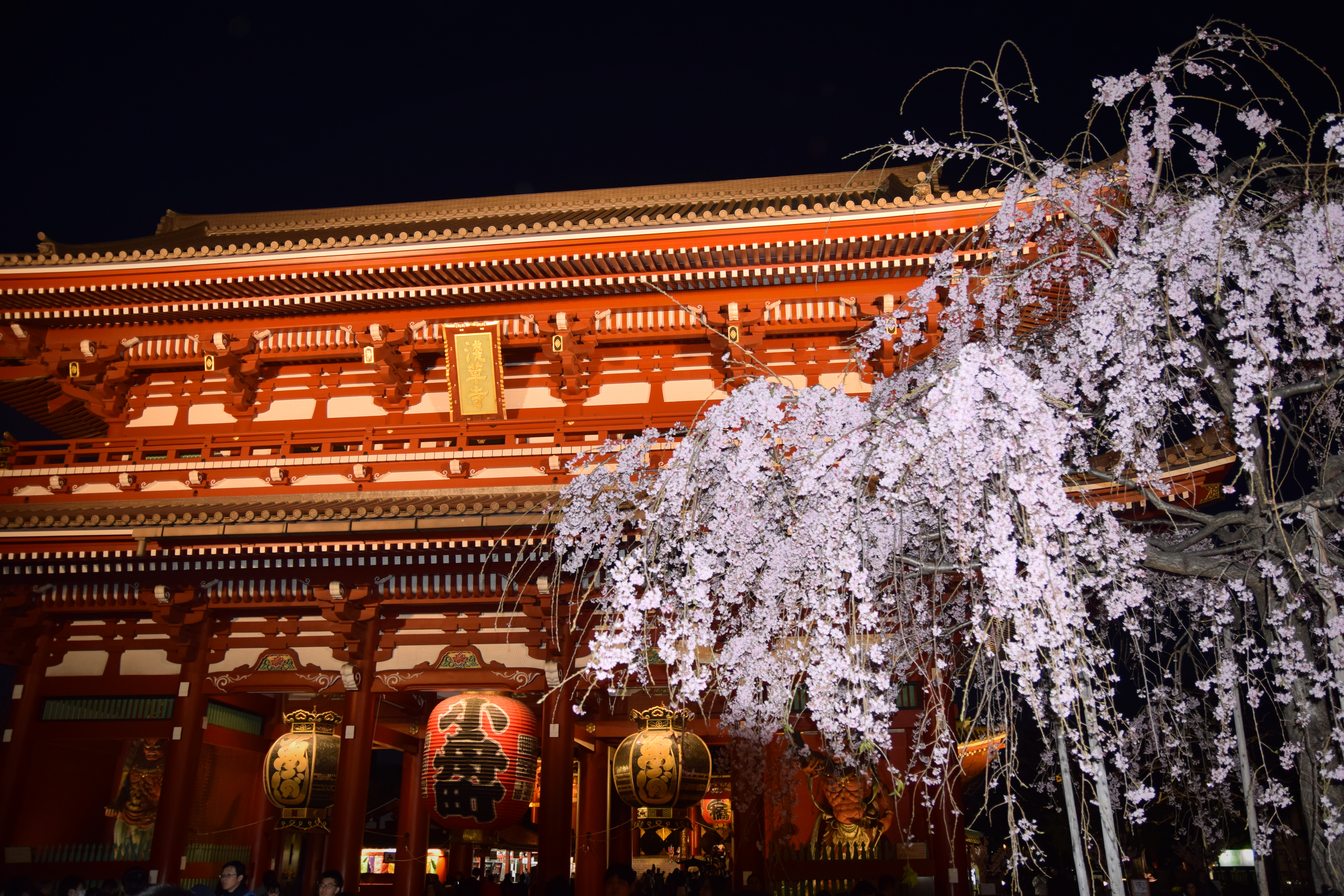
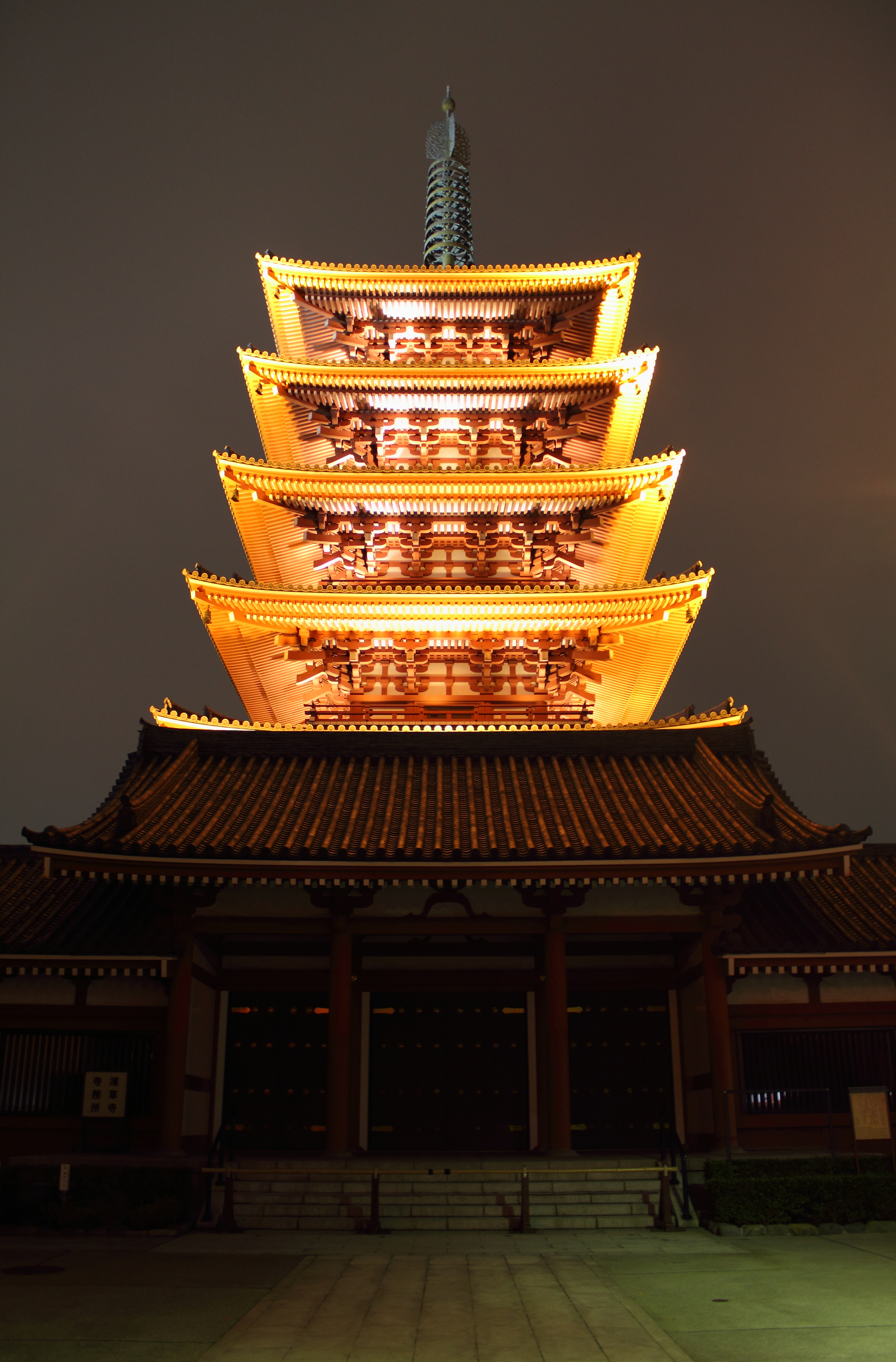
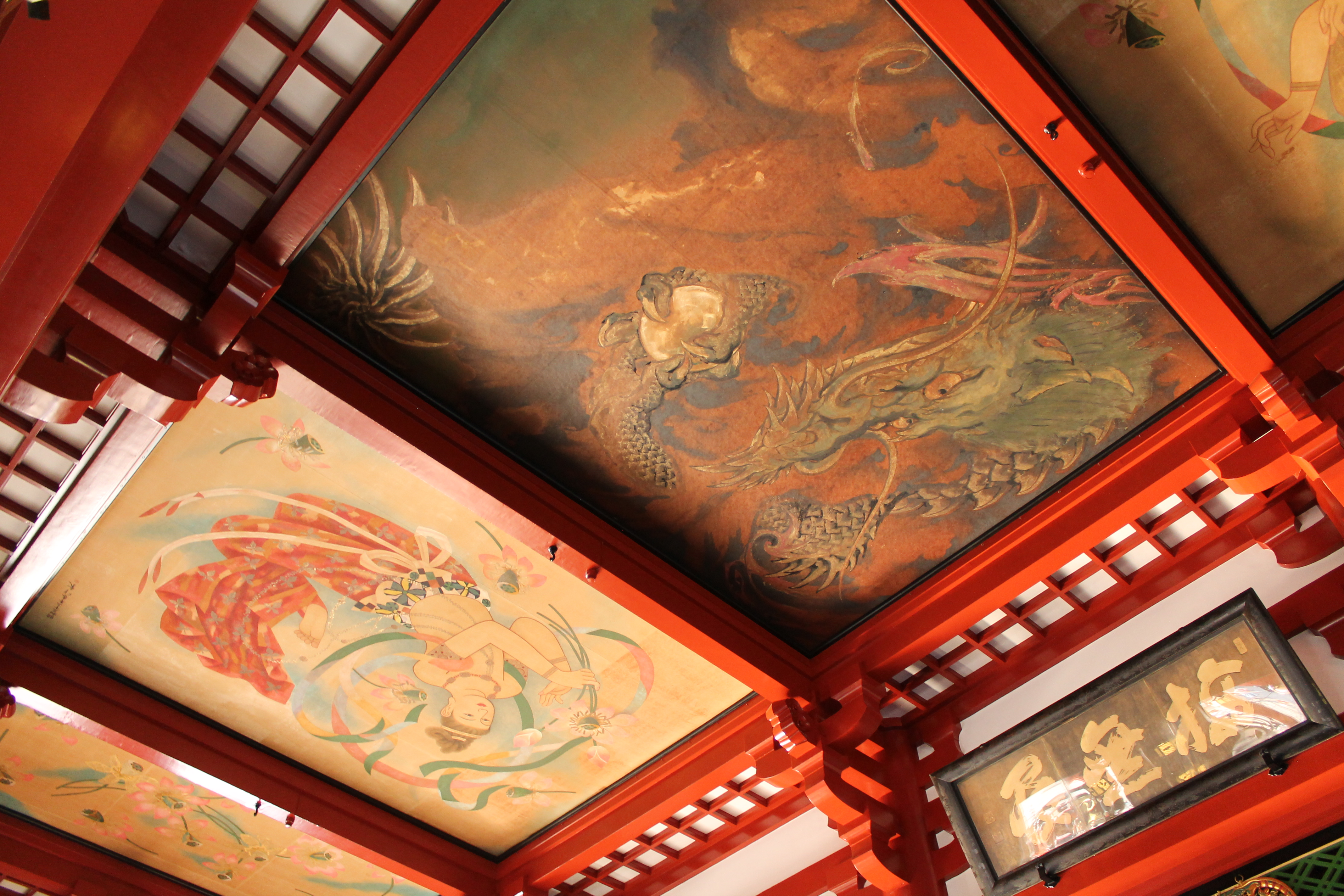
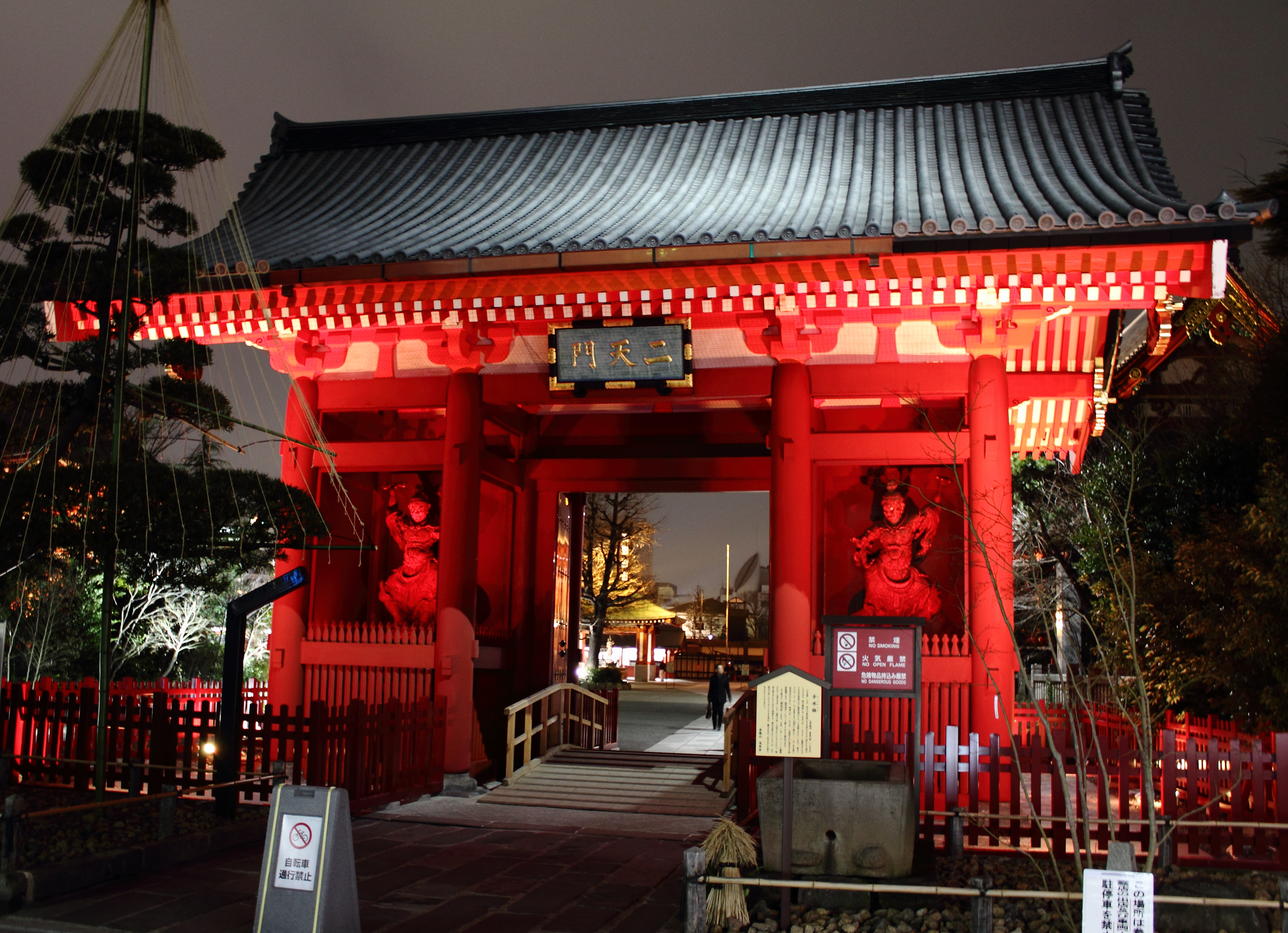
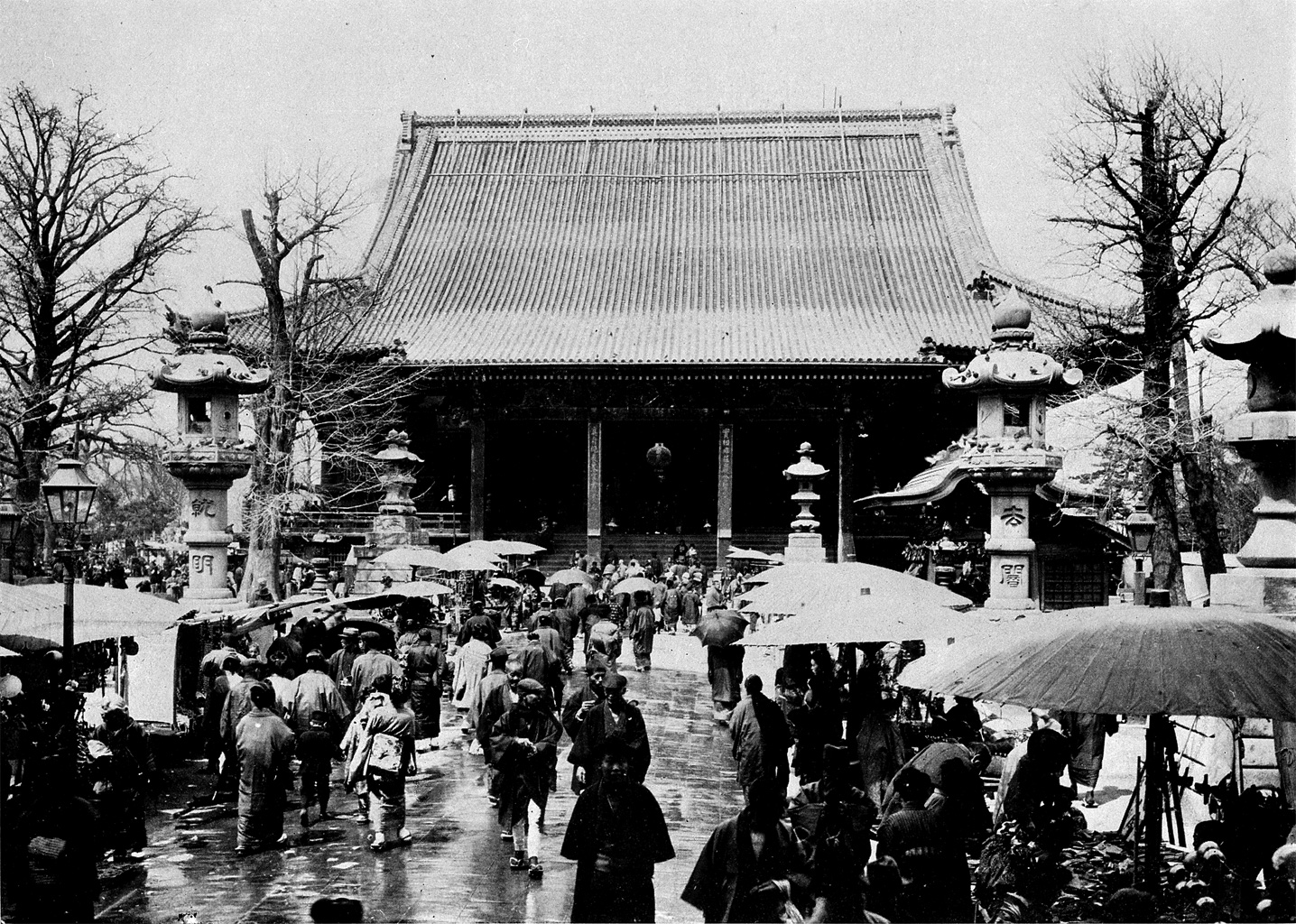
1910
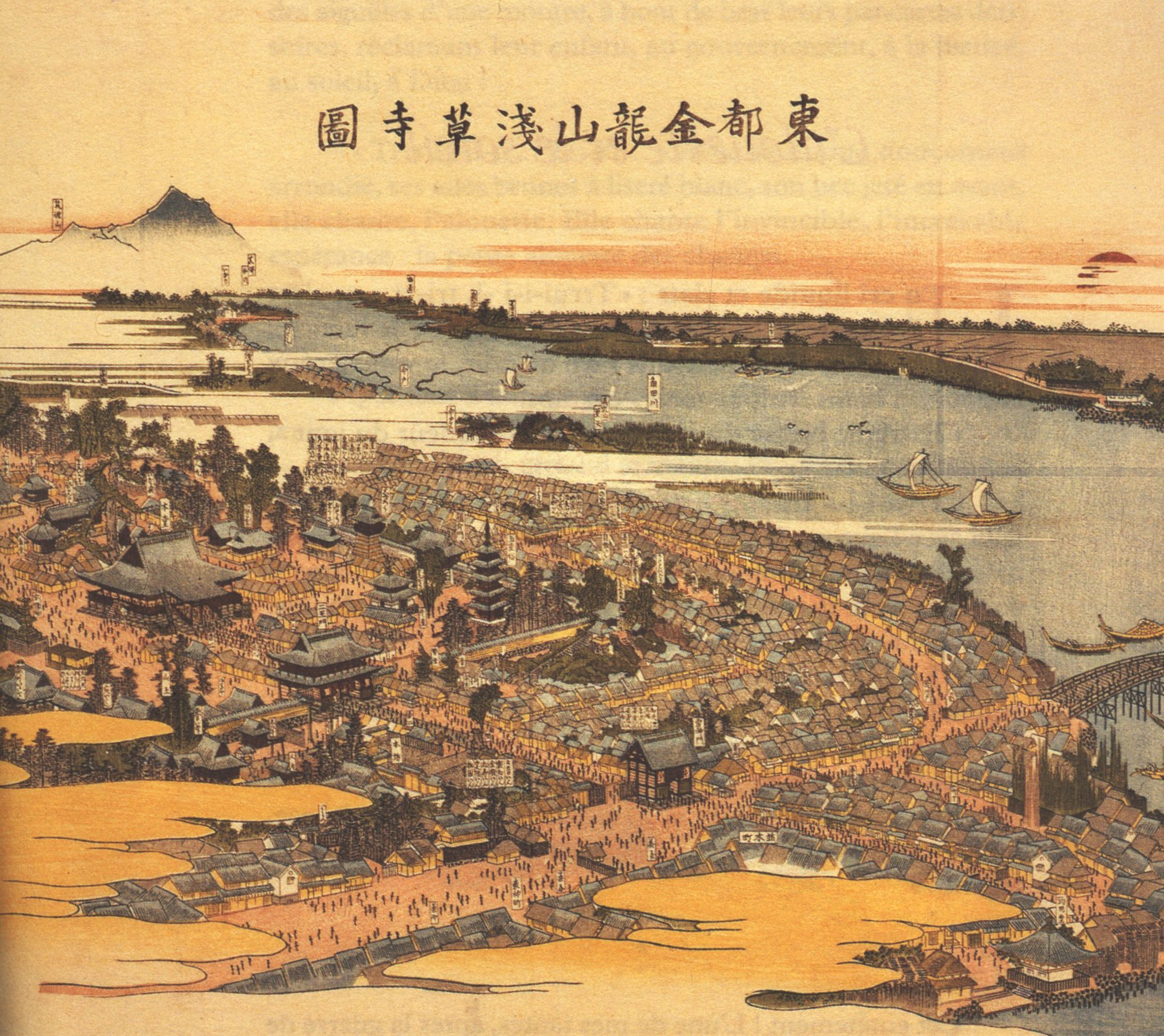
1820
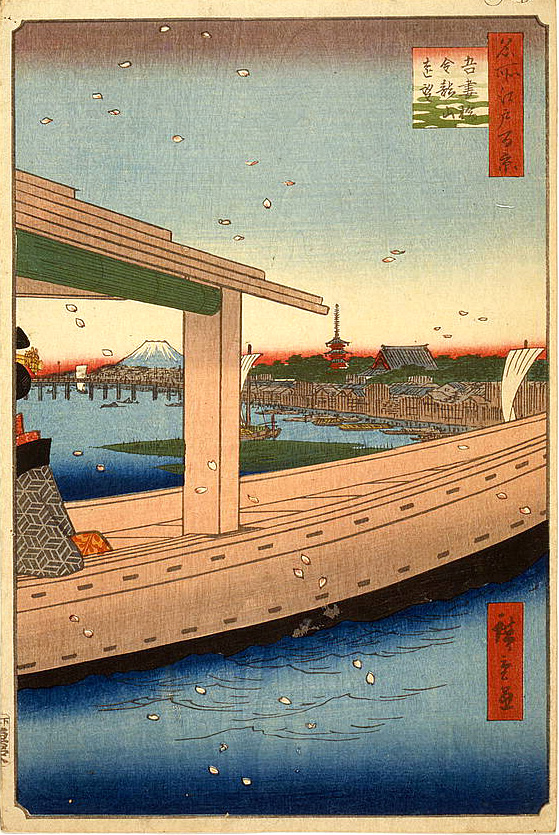
Hiroshige
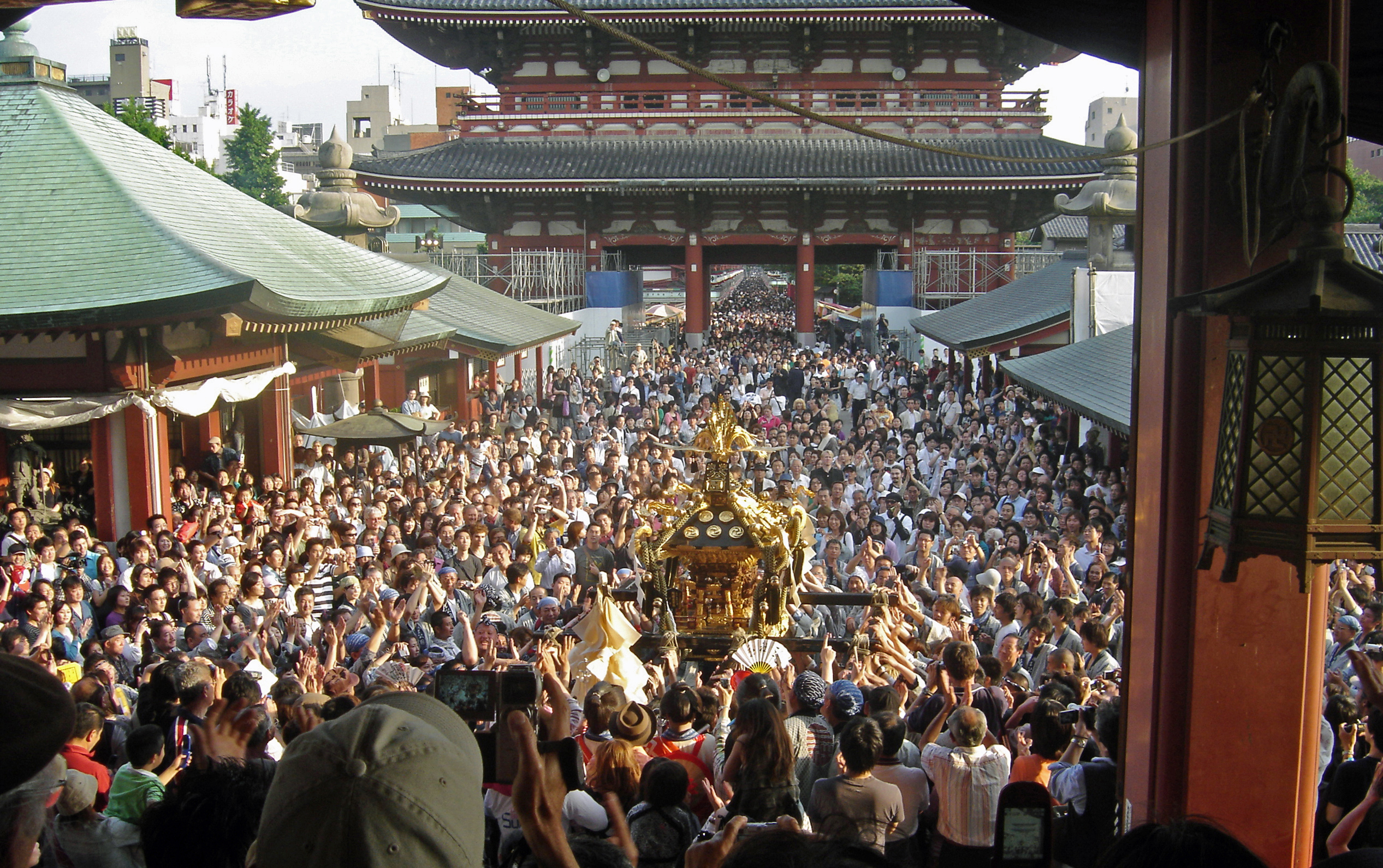
Sanja Matsuri